# SSC Ultimate Aero
La SSC Ultimate Aero XT est une supercar construite par Shelby Super Cars (SSC) dans le but de rivaliser avec la Bugatti Veyron 16.4. Elle a une vitesse de pointe de 412 km/h, et un temps de 2,78 secondes pour le 0 à 100 km/h.

## Record
L'Ultimate Aero XT a été la voiture de série la plus rapide du monde, avec 412,33 km/h, une vitesse mesurée le 13 septembre 2007 à West Richland, dans l'État de Washington, et homologuée par le Livre Guinness des records le 9 octobre 2007.
Elle a depuis été détrônée par la Koenigsegg CCXR qui a atteint, la même année, 418,11 km/h. Bugatti a ensuite repris le record avec sa Veyron version Supersport en réalisant 434,21 km/h, record homologué par le Guiness book à 431,07 km/h le 4 juillet 2010.